# I Give You the Morning
"I Give You the Morning" är en visa skriven av Tom Paxton och inspelad av honom 1969.
Owe Junsjö skrev en text på svenska som heter "Jag ger dig en morgon", och med denna text spelades sången in av Pierre Ström 1970 på albumet Pierre Ström i vädurens tecken. Fred Åkerström skrev en annan text på svenska som heter "Jag ger dig min morgon", som han spelade in 1972; låten var inledningsspåret på hans album Två tungor (1973).
Bland de artister som spelat in egna tolkningar av visan finns Åkerströms dotter CajsaStina Åkerström (2005) och Håkan Hellström som gav ut låten på EP-skivan Luften bor i mina steg 2002. Sången spelades in på svenska av Carola Häggkvist på albumet Störst av allt 2005. Sonja Aldén har gett ut låten 2013. Weeping Willows har spelat in en version av låten (som heter likadant som Paxtons original, "I Give You the Morning") från 2005 med influenser av country genom flitigt användande av steel-guitars. 2009 spelade svenska gruppen Kite in en syntversion av låten. Utöver den svenska versionen, finns även en fransk version, vid namn Je te donne l'aurore framförd av Steve Waring.
Visan användes i vissa scener i filmen Torsk på Tallinn från 1999, en film av Killinggänget.